# 셜록 주니어
《셜록 주니어》(영어: Sherlock Jr.)는 2018년 방영된 필리핀의 드라마이다.